# PGA Kampioenschap (Zuid-Afrika)
Het Zuid-Afrikaans PGA Kampioenschap - officieel het South African PGA Championship - is een van het meest prestigieuze golftoernooi van de Sunshine Tour. Vanaf 2001 wordt dit golftoernooi gespeeld onder de naam: Telkom PGA Championship.
Vanaf 2006 wordt dit golftoernooi gespeeld op de Country Club Johannesburg in Johannesburg.
Het Zuid-Afrikaans PGA Kampioenschap maakt samen met de Zuid-Afrikaans Open en de Zuid-Afrikaans Masters deel uit van de "Triple Crown". Bobby Locke, Gary Player en Ernie Els zijn voorlopig de enigegolfers die de drie toernooien wonnen in hetzelfde jaar.

## Geschiedenis
Het Zuid-Afrikaans PGA Kampioenschap werd opgericht in 1965 en was grotendeels te danken aan de golficonen Gary Player en Brian Henning. In 1972 waren er nieuwe sponsors en werd het golftoernooi tot 1992 jaarlijks gespeeld op de Wanderers Golf Club.
In 1996 werd Alfred Dunhill de nieuwe hoofdsponsor van het toernooi en werd hernoemd tot de Alfred Dunhill South African PGA Championship. Van 1996 tot en met 1999 maakte het toernooi ook deel uit van de Europese PGA Tour. In 1999 besloot Dunhill om niet meer samen te werken met het Zuid-Afrikaans PGA en richtte een nieuw golftoernooi op: het Alfred Dunhill Kampioenschap. Als gevolg van deze beslissing werd er in 2010 geen PGA Kampioenschap plaatsgevonden.
In 2001 keerde het toernooi terug nadat er een nieuwe sponsor was en het toernooi werd hernoemd tot Telkom PGA Championship. Het toernooi maakt sindsdien opnieuw deel uit van de Sunshine Tour en is op basis van het totale prijzengeld een van het rijkste golftoernooi op de Sunshine Tour.

## Winnaars

### Matchplay-kampioenschap
- 1923:  Bertie Elkin
- 1924:  Jock Brews
- 1925:  Jock Brews
- 1926:  Sid Brews
- 1927:  Charles McIlvenny
- 1928:  Sid Brews
- 1929:  Charles McIlvenny
- 1930:  Arthur Tomsett
- 1931:  Charles McIlvenny
- 1932:  Charles McIlvenny
- 1933:  Sid Brews
- 1934:  Sid Brews
- 1935:  J De Beer
- 1936:  Sid Brews
- 1937:  John Robertson
- 1938:  Bobby Locke
- 1939:  Bobby Locke
- 1940:  Bobby Locke
- 1941–1945: Geen toernooi
- 1946:  Bobby Locke
- 1947:  Sandy Guthrie
- 1948:  Jock Verwey
- 1949:  Jock Verwey
- 1950:  Bobby Locke
- 1951:  Bobby Locke

Dunlop Masters
- 1952:  Sid Brews
- 1953:  Phil Ritson
- 1954:  Jock Verwey
- 1955:  Bobby Locke
- 1956:  Ken Redford
- 1957:  John Jacobs
- 1958:  Dai Rees
- 1959:  Harold Henning

Vanaf 1960 werd het toernooi georganiseerd als de South African Masters

### Strokeplay kampioenschap
| Jaar                                          | Baan                           | Locatie                        | Winnaar                        | Score                          | Score                          | Info                                    |
| South African PGA Championship                | South African PGA Championship | South African PGA Championship | South African PGA Championship | South African PGA Championship | South African PGA Championship | South African PGA Championship          |
| --------------------------------------------- | ------------------------------ | ------------------------------ | ------------------------------ | ------------------------------ | ------------------------------ | --------------------------------------- |
| 1965                                          | Houghton Golf Club             | Houghton                       | Harold Henning                 | 281                            | –7                             |                                         |
| 1966                                          | Germiston Golf Club            | Germiston                      | Harold Henning                 | 272                            | –16                            |                                         |
| 1967                                          | Germiston Golf Club            | Germiston                      | Harold Henning                 | 275                            | –13                            |                                         |
| 1968                                          | Geen toernooi                  | Geen toernooi                  | Geen toernooi                  | Geen toernooi                  |                                |                                         |
| 1969                                          | Germiston Golf Club            | Germiston                      | Gary Player                    | 272                            | –16                            |                                         |
| 1970                                          | Germiston Golf Club            | Germiston                      | Denis Hutchinson               | 278                            | –10                            |                                         |
| 1971                                          | Germiston Golf Club            | Germiston                      | Tienie Britz                   | 277                            | –11                            |                                         |
| Luyt Lager PGA Championship                   |                                |                                |                                |                                |                                |                                         |
| 1972                                          | Wanderers Golf Club            | Johannesburg                   | Harold Henning                 | 279                            | –1                             |                                         |
| Beck's PGA Championship                       |                                |                                |                                |                                |                                |                                         |
| 1973                                          | Wanderers Golf Club            | Johannesburg                   | Tom Weiskopf                   | 273                            | –7                             |                                         |
| 1974                                          | Wanderers Golf Club            | Johannesburg                   | Dale Hayes                     | 271                            | –9                             |                                         |
| Lexington PGA Championship                    |                                |                                |                                |                                |                                |                                         |
| 1975                                          | Wanderers Golf Club            | Johannesburg                   | Dale Hayes                     | 266                            | –14                            |                                         |
| 1976                                          | Wanderers Golf Club            | Johannesburg                   | Dale Hayes                     | 266                            | –14                            |                                         |
| 1977                                          | Wanderers Golf Club            | Johannesburg                   | John Bland                     | 275                            | –5                             |                                         |
| 1978                                          | Wanderers Golf Club            | Johannesburg                   | Hale Irwin                     | 275                            | –5                             |                                         |
| 19791                                         | Wanderers Golf Club            | Johannesburg                   | Gary Player                    | 203                            | –7                             |                                         |
| 1980                                          | Wanderers Golf Club            | Johannesburg                   | Hugh Baiocchi                  | 268                            | –12                            |                                         |
| 1981                                          | Geen toernooi                  | Geen toernooi                  | Geen toernooi                  | Geen toernooi                  |                                |                                         |
| 1982                                          | Wanderers Golf Club            | Johannesburg                   | Gary Player                    | 272                            | –8                             |                                         |
| 1983                                          | Wanderers Golf Club            | Johannesburg                   | Corey Pavin                    | 270                            | –10                            |                                         |
| 1984                                          | Wanderers Golf Club            | Johannesburg                   | Gavan Levenson                 | 271                            | –9                             |                                         |
| 1985                                          | Wanderers Golf Club            | Johannesburg                   | Chris Williams                 | 272                            | –8                             |                                         |
| 1986                                          | Wanderers Golf Club            | Johannesburg                   | Bobby Cole                     | 265                            | –15                            |                                         |
| 1987                                          | Wanderers Golf Club            | Johannesburg                   | Fulton Allem                   | 268                            | –12                            |                                         |
| 1988                                          | Wanderers Golf Club            | Johannesburg                   | David Feherty                  | 267                            | –13                            |                                         |
| 1989                                          | Wanderers Golf Club            | Johannesburg                   | Tony Johnstone                 | 269                            | –11                            |                                         |
| 1990                                          | Wanderers Golf Club            | Johannesburg                   | Fulton Allem                   | 266                            | –14                            |                                         |
| 1991                                          | Wanderers Golf Club            | Johannesburg                   | Roger Wessels po               | 271                            | –9                             |                                         |
| 1992                                          | Wanderers Golf Club            | Johannesburg                   | Ernie Els                      | 271                            | –9                             |                                         |
| 1993                                          | Houghton Golf Club             | Houghton                       | Mark McNulty                   | 265                            | –15                            |                                         |
| 1994                                          | Houghton Golf Club             | Houghton                       | David Frost                    | 259                            | –21                            |                                         |
| 1995                                          | Houghton Golf Club             | Houghton                       | Ernie Els                      | 271                            | –9                             |                                         |
| Alfred Dunhill South African PGA Championship |                                |                                |                                |                                |                                |                                         |
| 19961                                         | Houghton Golf Club             | Houghton                       | Sven Strüver                   | 202                            | –14                            |                                         |
| 1997                                          | Houghton Golf Club             | Houghton                       | Nick Price                     | 269                            | –19                            | po                                      |
| 1998                                          | Houghton Golf Club             | Houghton                       | Tony Johnstone                 | 271                            | –17                            |                                         |
| 1999                                          | Houghton Golf Club             | Houghton                       | Ernie Els                      | 273                            | –15                            |                                         |
| Telkom PGA Championship                       |                                |                                |                                |                                |                                |                                         |
| 2000                                          | Geen toernooi                  | Geen toernooi                  | Geen toernooi                  | Geen toernooi                  |                                |                                         |
| 2001                                          | Woodhill Country Club          | Pretoria                       | Deane Pappas                   | 269                            | –19                            |                                         |
| 2002                                          | Woodhill Country Club          | Pretoria                       | Chris Williams                 | 271                            | –17                            |                                         |
| 2003                                          | Woodhill Country Club          | Pretoria                       | Michiel Bothma po              | 273                            | –15                            | Won de play-off van Mark Murless        |
| 2004                                          | Woodhill Country Club          | Pretoria                       | Warrick Druian                 | 267                            | –21                            |                                         |
| 2005                                          | Woodhill Country Club          | Pretoria                       | Warren Abery                   | 273                            | –15                            |                                         |
| 2006                                          | Country Club Johannesburg      | Johannesburg                   | Grégory Bourdy                 | 267                            | –21                            |                                         |
| 2007                                          | Country Club Johannesburg      | Johannesburg                   | Louis Oosthuizen               | 266                            | –22                            |                                         |
| 2008                                          | Country Club Johannesburg      | Johannesburg                   | Louis Oosthuizen               | 260                            | –28                            |                                         |
| 2009                                          | Country Club Johannesburg      | Johannesburg                   | Jaco Van Zyl                   | 270                            | –18                            |                                         |
| 2010                                          | Country Club Johannesburg      | Johannesburg                   | Michiel Bothma                 | 268                            | –20                            |                                         |
| 2011                                          | Country Club Johannesburg      | Johannesburg                   | George Coetzee                 | 261                            | –27                            |                                         |
| 2012                                          | Country Club Johannesburg      | Johannesburg                   | Keith Horne                    | 269                            | –19                            |                                         |
| 2013                                          | Country Club Johannesburg      | Johannesburg                   | Jaco Van Zyl                   | 268                            | –20                            |                                         |
| 2014                                          | Country Club Johannesburg      | Johannesburg                   | Titch Moore po                 | 273                            | –15                            | Won de play-off van Ulrich van den Berg |

1 In 1979 en 1996 werd het toernooi gespeeld tot 3 ronden.